# Peristeronari
Peristeronari es un localidad chipriota, actualmente dentro del sector controlado por la República Turca del Norte de Chipre. Está situada en el distrito oeste de Nicosia, a dos kilómetros y medio al noreste de Lefka y a tres kilómetros al noroeste de Kalokhorio (Çamlıköy).
Peristeronari significa "pueblo de palomas" en griego. En 1959, los turcochipriotas cambiaron el nombre a Narlıköy, que significa "pueblo con granadas." En 1975, sin embargo, optaron por cambiar el nombre de la localidad, esta vez la elección del nombre Cengizköy. Eligieron este nombre para honrar Cengiz Topel, un piloto turco que fue linchado por algunos grecochipriotas de la Guardia Nacional cuando su avión se estrelló durante un ataque aéreo contra la Guardia Nacional grecochipriota y algunos pueblos durante el Enfrentamiento de Kokkina de agosto de 1964.

## Conflicto intercomunal
Durante el período otomano, Peristeronari fue una aldea musulmana (1831 había 12 varones). En 1891, de 44 habitantes, solo 1 era griego. A lo largo del período británico, la población grecochipriota de la aldea creció significativamente, mientras que la población turcochipriota fluctuó y eventualmente se estancó. En 1960, la cuota de grecochipriota de la población se elevó a 69% (de 199, 138 eran griegos).
Durante los enfrentamientos entre las comunidades de 1963 a 1964, todos los turcochipriotas huyeron de la aldea y se refugiaron en el enclave de Lefka / Lefke. En enero de 1964 lo hace la primera tanda de 61. Después de 1968, un tercio de los habitantes turcochipriotas regresó. En 1971, se registraron sólo 27 turcochipriotas en el pueblo. En agosto de 1974, toda la población grecochipriota huyó de la aldea debido al avance del ejército turco.
En la actualidad, los grecochipriotas de Peristeronari se encuentran dispersos por todo el sur de la isla. El número estos desplazados en 1974 fue de aproximadamente 150 (136 en el censo de 1960).

## Población actual
Actualmente el pueblo está ocupado, mayormente, por los turcochipriotas originarios. Después de 1974, unas pocas familias turcas, originarias de Chrysochou / Altıncık y de otros lugares del sur fueron reasentados allí. También hay un pequeño número de familias procedentes de Turquía que se establecieron en el pueblo durante 1976-1977. El último censo turcochipriota calculó a la población en 180 personas.